# Кайлаш Чандра Махіндра
Кайлаш Чандра Махіндра, відомий як К. К. Махіндра (1894–1963), був індійським промисловцем, який заснував компанію Mahindra & Mohammed у 1945 році, яка пізніше була перейменована на Mahindra & Mahindra у 1948 році разом із Джагдішем Чандрою Махіндрою.

## Молодість і освіта
Кайлаш Чандра Махіндра, відомий усім як KЧ, народився в 1894 році в Лудхіяні, штат Пенджаб, другим із дев'яти дітей. Коли їхній батько помер у ранньому віці, його старший брат JC став главою сім'ї, а KЧ - його найкращим другом і майбутнім діловим партнером.
KC навчався в Державному коледжі в Лахорі, де проявились його здібності до науки. У Кембриджі він отримав диплом з відзнакою, грав у хокей і захоплювався веслуванням. Після закінчення навчання він приєднався до Messrs. Martin & Company, де він редагував щомісячний журнал INDIA і, коротко, Hindustan Review.

## Кар'єра
У 1942 році KC був призначений головою Індійської закупівельної місії в Сполучених Штатах. Повернувшись до Індії в 1945 році, він був призначений головою Індійського комітету вугільних родовищ уряду Індії, а також групи автомобілів і тракторів. Його внесок у розробку стратегічної політики щодо вугілля та застосування найновіших методів видобутку вугілля в Індії допоміг сформувати галузь, а його звіт з вугільної комісії став основоположним документом у галузі. У ці роки він також написав остаточну біографію сера Раджендраната Мукерджі.

## Mahindra & Mahindra
У 1946 році KC переїхав до Бомбею, щоб заснувати Mahindra & Mohammed. Під його 13-річним керівництвом на посаді голови Mahindra & Mahindra зарекомендувала себе як великий індійський промисловий будинок у кількох секторах. У блискучій кар’єрі KC також працював директором Резервного банку Індії, Air India і Hindustan Steel.